# Sainte-Mère-Église
Sainte-Mère-Église este o comună din departamentul de nord-vest francez al Manche, în Normandia. La 1 ianuarie 2016, fostele comune Beuzeville-au-Plain, Chef-du-Pont, Écoquenéauville și Foucarville au fost contopite în Sainte-Mère-Église. La 1 ianuarie 2019, fostele comune Carquebut și Ravenoville au fuzionat în Sainte-Mère-Église. 

## Istorie
Fondată în secolul al XI-lea, primele înregistrări (1080–1082) includ numele Sancte Marie Ecclesia, latină pentru „Biserica Sfânta Maria”, în timp ce un document scris mai târziu în Norman-Franceză (1317) menționează Saincte Mariglise . Forma franceză actuală a numelui este ambiguă, cu semnificația suplimentară, „Sfânta Maică Biserică”. Orașul a fost implicat semnificativ în războiul de o sută de ani, precum și în războaiele confesionale. 
Principala faimă a orașului este legată de rolul semnificativ jucat în debarcările din Normandia din al doilea război mondial, deoarece acest sat se afla chiar în mijlocul traseului N13, pe care germanii l-ar fi folosit cel mai probabil în orice contraatac semnificativ asupra trupelor care aterizau pe locul strategic intitulat conspirativ Plaja Omaha. În dimineața devreme a zilei de 6 iunie 1944, unitățile mixte ale celei de-a 82-a divizii aeriene și aeriene 101 din SUA au ocupat orașul din Mission Boston, oferindu-i statutul de a fi unul din primele orașe eliberate în invazie. 

### Bătălia D-Day
Aterizările timpurii, în jurul orei 01:40 direct în oraș, au dus la pierderi grele pentru parașutiști . Unele clădiri din oraș au luat foc în acea noapte și au luminat cerul, făcând ținte ușoare ale oamenilor descendenți. Unii au fost atrași în foc. Mulți spânzurați de copaci și stâlpi de electricitate au fost împușcați înainte să se poată deparașuta. 
Un incident binecunoscut a implicat parașutistul John Steele al Regimentului 505 de Infanterie Parașută (PIR), a cărui parașută s-a prins pe spirala bisericii orașului și nu a putut decât să observe luptele care se petrec mai jos. A stat agățat acolo timp de două ore, pretinzând că este mort, înainte ca germanii să-l ia prizonier. Steele a scăpat mai târziu de germani și s-a alăturat diviziei sale atunci când trupele americane ale Batalionului 3, 505 Regimentul de infanterie de parașutiști a atacat satul, prinzând treizeci de germani și ucigând alți unsprezece. Incidentul a fost înfățișat în filmul The Longest Day de către actorul Red Buttons . 
Mai târziu în acea dimineață, aproximativ la ora 05:00, o forță condusă de locotenentul colonel Edward C. Krause din 505th PIR a luat orașul cu puțină rezistență. Se pare că garnizoana germană era confuză și se retrase pentru tot restul nopții. Cu toate acestea, contraatacurile grele germane au început mai târziu în următoarele 2 zile. Trupele ușor înarmate au ținut orașul până la întărirea de tancuri de pe plaja Utah din apropiere, în după-amiaza zilei de 7   Iunie. 
Krause și locotenentul colonel Benjamin H. Vandervoort au primit Crucea Serviciului Distins pentru acțiunile lor în capturarea orașului. Sgt. George Bowler Tullidge III a primit Steaua de bronz, în timp ce acasă a primit o colecție de versete biblice și de scrisori, A Paratrooper Faith a fost distribuită de către părinții săi în a 82-a aeronavă, după moartea sa până în anii 1990. Locotenentul 2, Thomas J. Tighe, din Batalionul 70 de tancuri, a primit Steaua de Argint post-mortem pentru acțiunile sale în dimineața de 7 iunie în asigurarea orașului, timp în care a fost ucis când tancul său a fost lovit de un foc de artilerie germană. 
Henry Langrehr a fost și el implicat în capturarea Sainte-Mère-Église. S-a prăbușit printr-un acoperiș de seră, după cum redă în The Longest Day . Pe 6   În noiembrie 2007, împreună cu alți cinci bărbați, a primit medalia Legiunii de Onoare de la președintele Franței, Nicolas Sarkozy .

## Puncte de atracție
Rolul turismului în Sainte-Mère-Église se concentrează astăzi pe invazia D-Day. Există multe muzee mici (cum ar fi Muzeul aerian ), magazine de cadouri și locuri de mâncare legate de cel de-al Doilea Război Mondial. De la tocul bisericii atârnă un parașutist manechin, care comemorează povestea lui John Steele . 
În spatele bisericii se află un izvor, despre care pelerinii cred că au puteri vindecătoare, dedicate Sfântului Mewan (Sfântul Méen). 

## Galerie

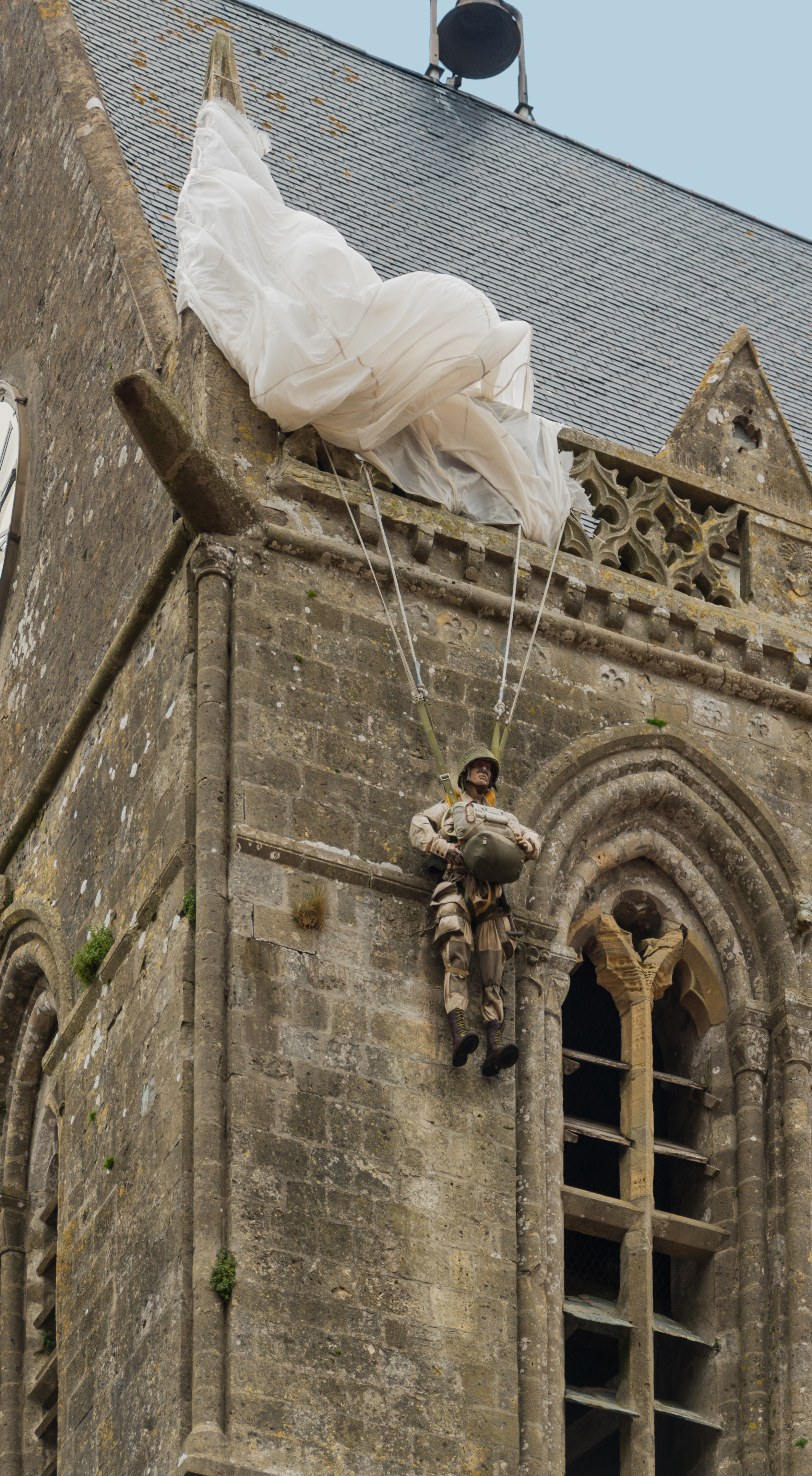
Memorialul parașutistului din Sainte-Mère-Église
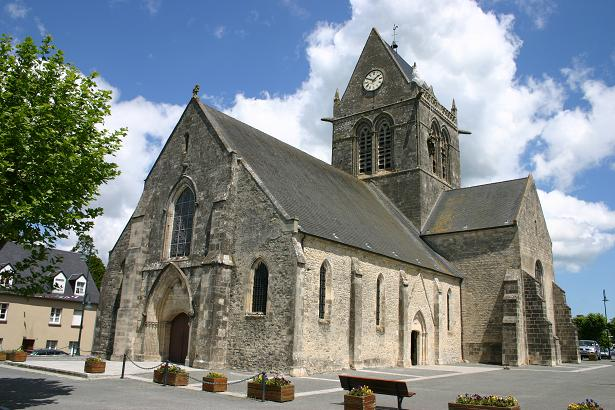
Biserica Sainte-Mère-Église.
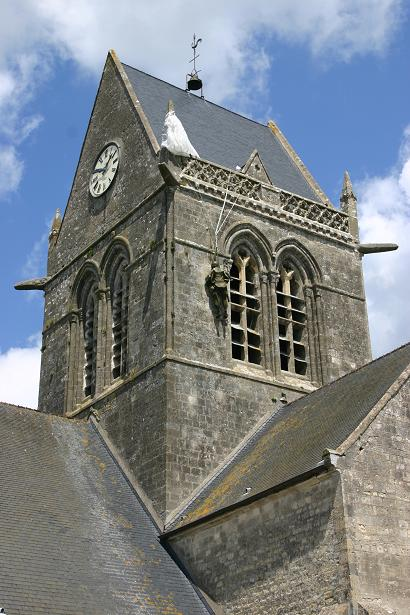
Clopotnița bisericii cu parașutistul manechin.
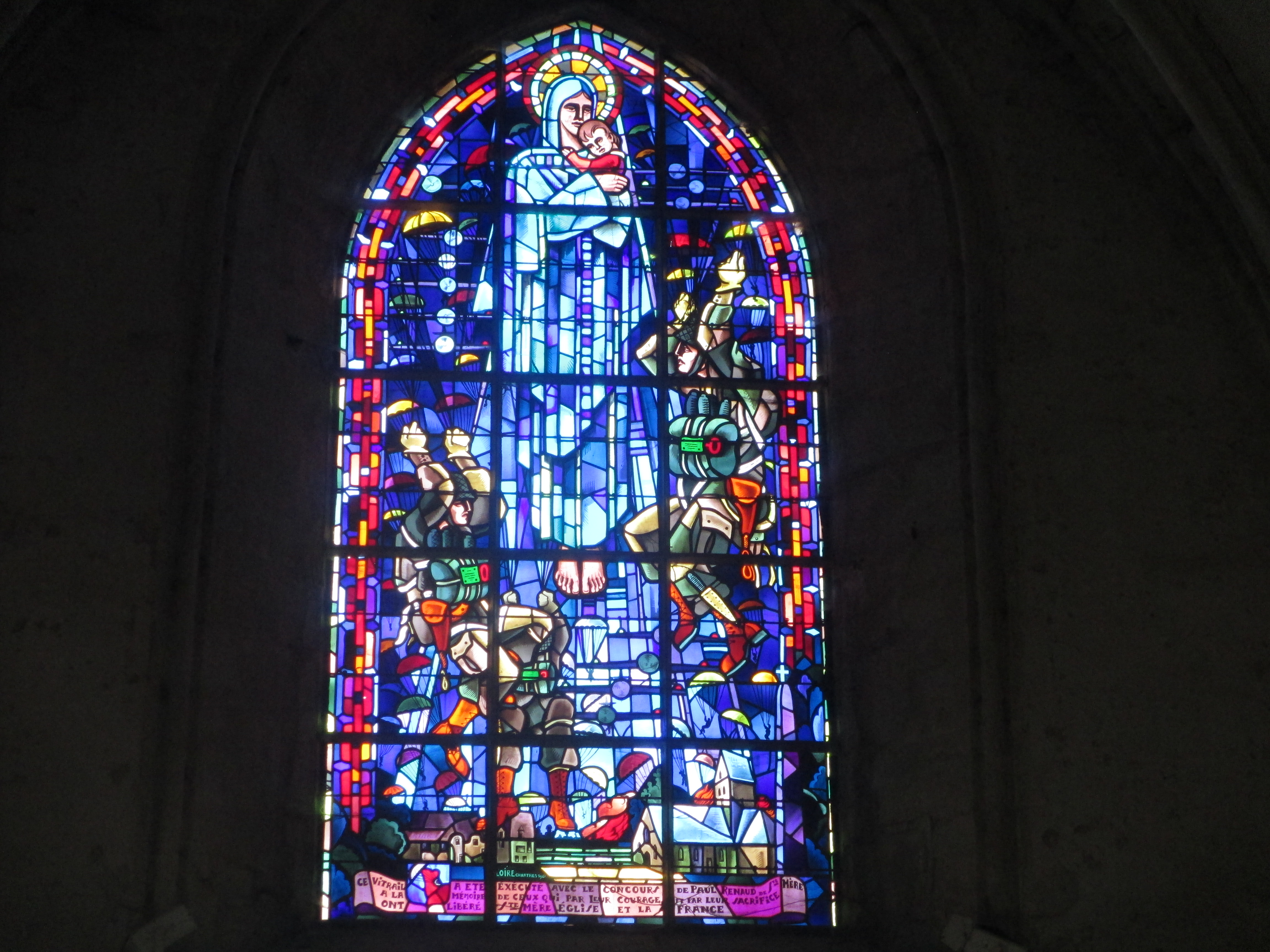
Vitralii în capela satului reprezentând aterizarea parașutistilor.
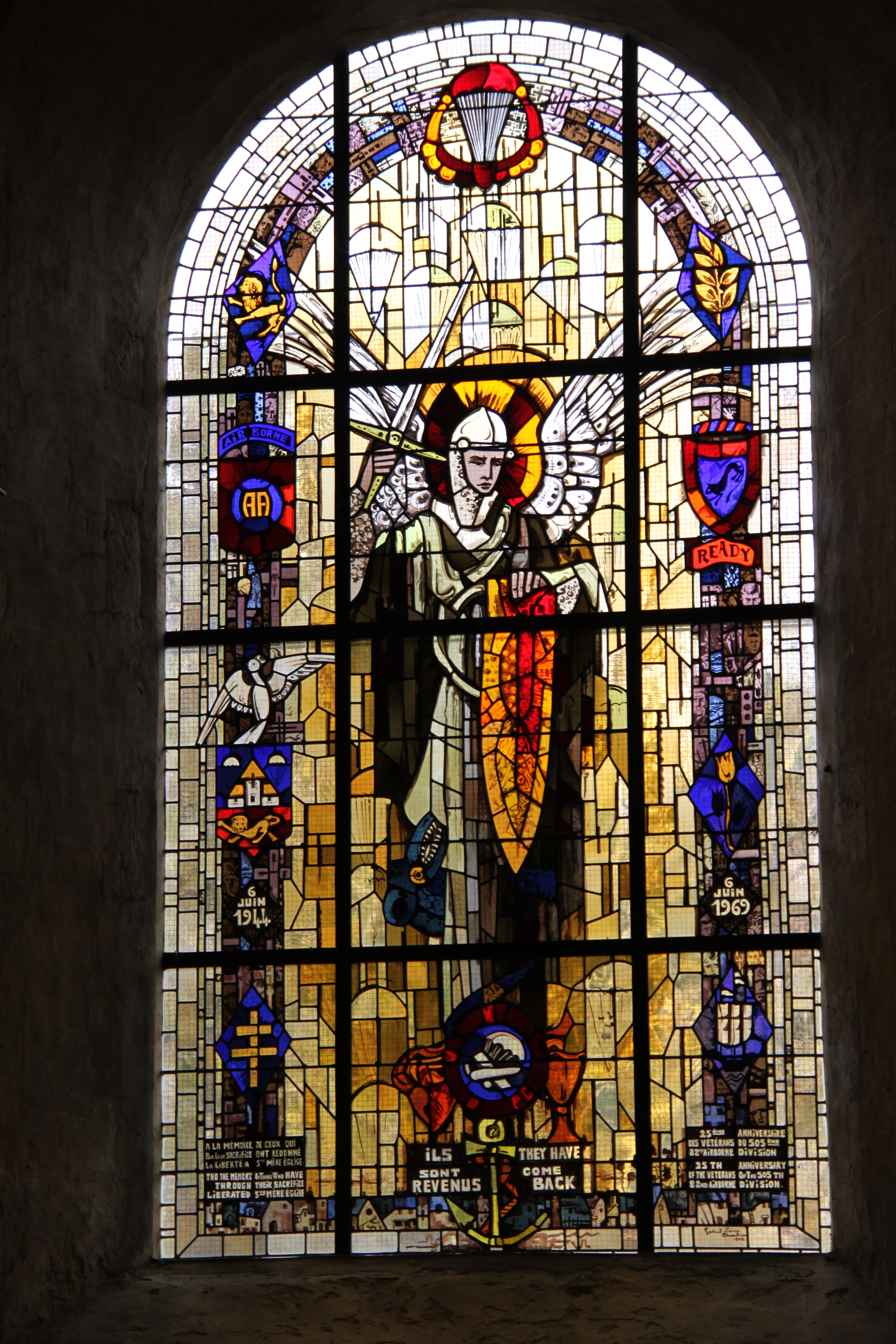
Vitraliu în capela satului înfățișându-l pe Sfântul Mihail și însemnele diferitelor unități militare aliate care au luptat în sat sau în apropierea satului.